# Cueva Fell
Cueva Fell of Fell's grot is een abri en archeologische vindplaats in het zuiden van Chileens Patagonië. Cueva Fell ligt in de buurt van de Pali Aike-krater, een andere belangrijke archeologische site. Cueva Fell is samen met de nabijgelegen Pali Aike-site bij UNESCO ingediend als mogelijke werelderfgoedlocatie. 

## Ontdekking
Cueva Fell werd ontdekt door Junius Bird. Hij ontdekte de site nadat er pijlpunten en afslagen op het oppervlak werden gevonden. De grot werd oorspronkelijk de Río Chico-schuilplaats genoemd, maar werd later door Bird hernoemd naar Cueva Fell ter ere van de familie Fell, die eigenaar was van de Estancia Brazo Norte waar de abri zich bevindt. De opgravingen op de site begonnen in 1936.

## Sitevorming
Cueva Fell ligt in de Río Chico-kloof in Chili, vlak bij de Straat Magellaan en de grens met Argentinië. Dit gebied staat bekend als de basaltplateaus van Zuid-Patagonië. Het ligt aan de zuidoostkant van wat ooit een rivieroever was. Het kan het best worden omschreven als een rotsschuilplaats, gevormd door rivierwater dat de zandsteenoever wegsleet, waardoor een bedekking van lavaconglomeraat achterbleef en zo een schuilplaats creëerde 8,5 m diep en 12 m breed. Door de erosie ontstond een gladde vloer van harde klei. Restanten van zandsteen die nog aan het dak van het conglomeraat vastzaten, vielen uiteindelijk naar de vloer en vormden een archeologisch steriele laag die de latere perioden van menselijke bewoning scheidde. 

## Stratigrafie
Bird benoemde de lagen met bewoningssedimenten op de vindplaats van boven naar beneden. De bovenste laag direct onder het oppervlak heeft de naam I en de onderste, oudste laag heeft de naam V.
Oppervlak
Het oppervlaktemateriaal van de locatie bestaat uit aarde, stenen en hard aangestampte schapenmest. De oppervlaktelaag varieert van 46 tot 61 cm dik. 
Laag I
De jongste stratigrafische laag van Cueva Fell is een donkere aarden laag van ongeveer 25 cm dik. Dit onderdeel dateert van ongeveer 700 BP tot heden. Volgens de conventionele koolstofdatering dateert de laag uit 1265 AD +-90. 
Laag II
De scheiding tussen Laag I en Laag II is relatief ononderscheidbaar, aangezien de sedimenten uit soortgelijke donkere aarde bestaan en ook ongeveer 25 cm of meer dik. Deze laag dateert van ongeveer 6500 BP. 
Laag III
Deze laag dateert van ongeveer 8.500 tot 6.500 BP. De consistentie van de aarde tussen laag II en laag III markeert een opvallend onderscheid tussen de twee. Laag III is ongeveer 30 tot 38 cm dik en bestaat uit samengeperste donkere aarde. 
Laag IV
De dikte van deze laag varieert van 33 t0t 43 cm en bestaat uit stevig gepakte donkere aarde. Deze laag dateert van ongeveer 10.000 tot 8.500 BP. 
Steriele laag
Nadat de eerste laag, Laag V, zich had gevormd, vielen er zandsteenplaten van het dak van de grot en sloten deze af. Deze laag is 38 tot 51 cm dik. 
Laag V
Een zachte kleiafvalgrond met een dikte variërend van 7,6 tot 22,9 cm vormt de oudste bewoningslaag op de site. De vindplaats dateert volgens conventionele koolstofdatering uit de periode 11.000 +-170 BP tot 10.080 +-160 BP.

## Chronologie
De periodes benoemde Bird van vroeg naar laat. Periode I is dus de oudste en hoort bij Laag V, terwijl Periode V de laatste is en hoort bij Laag I.
Periode V
Deze periode (laag I) wordt gekenmerkt door een gereedschapsverzameling met kleine pijlpunten en diverse werktuigen van been, evenals cultureel materiaal zoals kammen en kralen. Op basis van de stijl van de pijlpunten is het waarschijnlijk dat deze periode verband houdt met de Selknam. De fauna uit deze periode wordt gedomineerd door botfragmenten van guanaco's. 
Periode IV
Periode IV wordt gekenmerkt door de aanwezigheid van stenen werktuigen zoals stenen punten met stelen of pootjes, messen en kleine schrabbers, evenals een verzameling werktuigen van been. Ook zijn er grote bola's, diverse kralen en andere ornamenten aanwezig. Deze periode kan ook worden gekenmerkt door de bouw van structuren zoals uitgebreide graven en steenhopen. Ook hier wordt de fauna gedomineerd door guanaco's. 
Periode III
In deze laag bevinden zich benen priemen, stenen schrabbers en driehoekige stenen punten met ronde bases. Ook bolas van aanzienlijk kleinere omvang dan de latere periode, periode IV. Er is geopperd dat deze kleine stenen bolas mogelijk werden gebruikt bij het vangen van vogels. Botfragmenten van guanaco’s en vossen domineren de fauna. 
Periode II
Deze lagen bestaan voornamelijk uit beenpunten en priemen, en stenen schrabbers. Junius Bird merkt in Travels and Archaeology in South Chile op dat deze laag aanzienlijk meer sediment bevatte in verhouding tot de verspreiding van de artefacten. 
Periode I
De oudste bewoningslaag behoort tot de Fell's Tradition. Cueva Fell is daarom de typerende locatie voor de Fell's Tradition. Deze gereedschapstraditie wordt vooral gekenmerkt door visstaartpunten en diverse stenen schrabbers, choppers, stenen schijven en benen werktuigen. Op dit niveau werden ook verschillende haardplaatsen opgegraven, wat drie koolstofdateringen tussen circa 11.000 en 10.000 BP opleverde. 

## Ecologie

### Klimaat
In het Laat-Pleistoceen, vóór 12.500 BP, werd het gebied rond Cueva Fell gedomineerd door harde wind, vriestemperaturen het hele jaar door en een jaarlijkse neerslag van minder dan 300 mm. Deze heideomgeving werd 11.000 BP vervangen door een boomloze, droge, kruidachtige steppeomgeving, toen de vriestemperaturen en de winden begonnen af te nemen. Dit was het klimaat en terrein dat het langst bestond voordat de eerste menselijke bewoners in het gebied aankwamen.
De vondsten in Laag V suggereren dat er sprake was van een vroegste menselijke bewoning van ca. 11.000 tot 10.000 BP, overeenkomend met een periode van stadiale afkoeling. In wat is beschreven als een mogelijke Zuid-Amerikaanse equivalent van de Jonge Dryas, maakte de Patagonische regio een periode van lage temperaturen en veel neerslag mee, evenals oprukkende gletsjers. 10.000 tot 9.000 BP vond er een opwarming plaats. Deze 2000 jaar vormden een moeizaam einde van de laatste ijstijd, een tijd die gekenmerkt werd door grote veranderingen in de omgeving. Hoewel dit bij sommige taxons tot aanzienlijke veranderingen leidde, waren mensen in die tijd al bedreven in het aanpassen aan nieuwe omgevingen en leken ze niet nadelig te zijn beïnvloed door het veranderlijke en onvoorspelbare klimaat. 
Terwijl de opwarming van het Holoceen aanhield, veranderde ook het milieu in het zuiden van Patagonië. De archeologische opgravingen van Cueva Fell leverden bewijs voor regelmatige zomerdroogte in het gebied. Deze droogteperiodes, gecombineerd met de toenemende stormactiviteit in de zomer, kunnen hebben geleid tot bosbranden. De afname van de beschikbaarheid van water, gecombineerd met de duidelijke (via pollenanalyse) dramatische verandering in grasland-flora, worden voorgesteld als bijdragende factoren aan de uitsterving van de fauna. 
In de periode tussen 9.000 en 6.000 BP vonden er minder opvallende klimaatveranderingen plaats. Er was sprake van een algemene tendens weg van droge soorten en, zo wordt aangenomen, een toename van de neerslag. Er is op de vindplaats onvoldoende zicht over de koolstofdateringen om de lokale klimaatomstandigheden na 6000 BP te kunnen bepalen, maar de regionale ecologie suggereert een lichte verschuiving naar meer droogte. 
Tegenwoordig ligt Cueva Fell samen met het grootste deel van Zuid-Argentinië in het steppegebied van Vuurland-Patagonië. Het gebied ontvangt minder dan 400 mm jaarlijkse neerslag (typisch voor de regio Patagonië, maar veel droger dan de aangrenzende kust- of berggebieden) en wordt gedomineerd door pollengras van de geslachten Festuca en Stipa, samen met een verscheidenheid aan kruidachtige vegetatie. 

### Flora en fauna
Cueva Fell is bijzonder vanwege de grote hoeveelheid inmiddels uitgestorven fauna die er is opgegraven. Opvallend zijn onder meer de grondluiaards en het paard Equus scotti. Het paard zou gedurende het grootste deel van het Holoceen uitsterven en in Amerika niet meer voorkomen, totdat het door Europeanen werd geïmporteerd. De aanwezigheid van dit oerpaard bij Cueva Fell was in feite het eerste bewijs dat paarden in Amerika leefden voordat ze vanuit de Oude Wereld werden heringevoerd. De gelaagde resten van zowel mensen als dieren leveren bewijs dat de menselijke bewoning van het gebied feitelijk voorafging aan het uitsterven van zowel het inheemse paard (Hippidion saldiasi) als de grondluiaard Mylodon. Ditzelfde bewijsmateriaal suggereert dat paarden in de oudheid werden bejaagd en gegeten. Maar mensen waren niet de enige jagers in het gebied. De botresten van het paard, de lama en de grondluiaard vertonen allemaal bijtmarkeringen, die waarschijnlijk door de poema zijn gemaakt. 
De verandering van de taxons in het vroege Holoceen - het uitsterven van voornamelijk plantenetende dieren in Zuid-Amerika - werd aanvankelijk toegeschreven aan overbejaging door de mens, net als het uitsterven van de megafauna in Noord-Amerika. Uit analyse van stuifmeel uit Cueva Fell bleek dat er in het zuiden van Patagonië in de periode vlak voor deze uitstervingen sprake was van een substantiële afname van het grasland. Dit was een vroeg bewijsstuk in het toenemende argument tegen de jacht als voornaamste oorzaak van de teloorgang van soorten. Al in de oudere afzettingslagen werden grote hoeveelheden guanaco's aangetroffen, maar terwijl andere grote grazende dieren in het vroege Holoceen uitstierven, lijken de guanaco's te hebben overleefd dankzij hun minder gespecialiseerde plantendieet. Ze pasten zich aan aan de veranderingen in de vegetatie die met de opwarming van het Holoceen gepaard gingen. De omvang van de guanacopopulatie daalde aanvankelijk, net als die van andere grazende soorten, maar herstelde zich uiteindelijk. 
Uit analyse van de resten van hondachtigen die in alle vijf lagen van de grot werden aangetroffen, leek in eerste instantie dat het om resten van een gedomesticeerde hond (Canis familiaris) zou gaan. Dit zou opmerkelijk zijn geweest, aangezien dat het eerste bewijs van het bestaan van de gedomesticeerde hond in Amerika zou zijn. Uit latere analyses blijkt echter dat de schedel en de resten van de tanden afkomstig zijn van twee wilde soorten: de Patagonische vos en Canis avus, een kleine vos of wolfachtige hondachtige, die in het late Pleistoceen vooral in Zuid-Amerika voorkwam. Andere botresten zijn onder meer die van havikachtigen en valken. 

## Artefacten

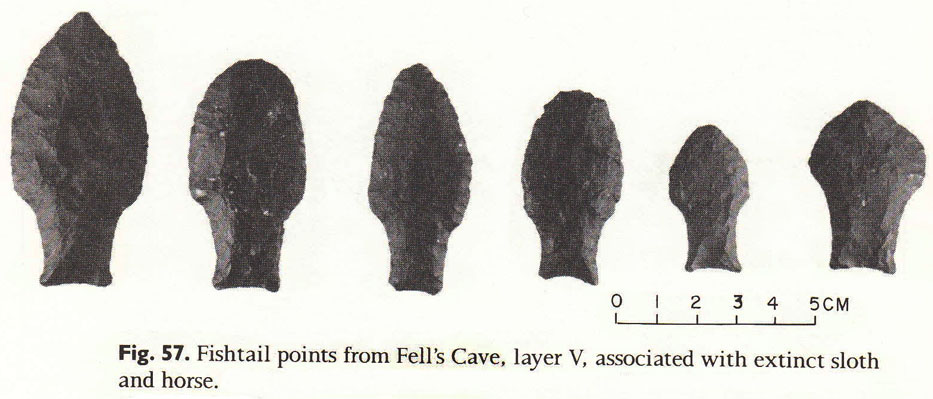
Visstaartpunten geborgen uit Cueva Fell door Junius Bird in de jaren dertig

Bij de eerste opgraving van de grot van Fell in 1936 werden 511 artefacten gevonden. Hieronder vielen onder meer gesteelde werktuigen, klingen, schrabbers, bolas, een paar ronde wrijfstenen en werktuigen van been. 
De belangrijkste vondst tijdens de opgravingen in 1936 was misschien wel de visstaartpunt. Alle visstaartpunten werden in verband gebracht met grote zoogdieren, waaronder uitgestorven paarden, grondluiaards en guanaco's. Vijftien visstaartprojectielpunten werden gevonden in Laag V, de oudste laag die dateert uit 11.000 ±170 en 10.080 ±160 BP. Deze visstaartpunten zijn met behulp van koolstofdatering gedateerd op ca. 11.000 jaar oud. 
Er werden ook schijfvormige stenen gevonden, ook wel cirkelvormige wrijfstenen genoemd. Bird merkt in een tijdschriftartikel uit 1970 op dat "stenen artefacten die door pikken en slijpen zijn gevormd zo algemeen ontbreken onder Paleo-Indiaanse vondsten dat uitzonderingen moeten worden vermeld". Er werden twee wrijfstenen gevonden in Cueva Fell, beide duidelijk geassocieerd met dierlijke resten. Beide waren gemaakt van vulkanisch gesteente. De grotere steen had een diameter van ongeveer 12,3 cm en weegt ongeveer 1,12 kg terwijl de kleinere steen ongeveer 8,4 cm was in diameter en ongeveer 0,5 g woog. Er werden bovendien een groot aantal schrabbers aangetroffen in alle lagen van de Cueva Fell. Volgens Bird waren de gevonden benen werktuigen gemaakt van luiaardbotten, omdat het gebruikte bot geen bewijs van mergholtes vertoonde. 
In 1969 werd er een tweede opgraving georganiseerd in Cueva Fell, maar deze concentreerde zich op een iets andere plek in de grot. Tijdens de opgravingen werden 415 artefacten gevonden: verschillende punten, klingen, schrabbers, kernen, bola's en benen werktuigen.

## Betekenis van de site

### Kolonisatie van de Nieuwe Wereld
De kolonisatie van Amerika is misschien wel een van de meest omstreden archeologische debatten. Het onderwerp omvat veel onderzoek en talloze theorieën over hoe en wanneer deze gebeurtenis plaatsvond. Tientallen jaren lang overtroefde het Clovis-first-model alle andere theorieën over de oudste bewoners van Amerika. Deze theorie stelde in grote lijnen dat de Cloviscultuur de eerste bevolkingsgroep was die Noord-Amerika bereikte en bewoonde. De Clovisbevolking kwam vanuit Azië via de Beringlandbrug Amerika binnen en trok via de ijsvrije corridor naar het zuiden. Ze bevolkten het zuiden van Noord-Amerika. Deze populatie verspreidde zich door Centraal-Amerika en uiteindelijk Zuid-Amerika.
Toen de theorie werd voorgesteld, was er nog geen enkel archeologisch bewijs in Amerika gevonden dat dateerde van vóór 11.050 tot 10.800 BP, of het begin van de Cloviscultuur. In de afgelopen decennia zijn echter een groot aantal vindplaatsen gevonden die deze theorie in twijfel trokken.Op basis van het huidige bewijsmateriaal wordt nu algemeen aanvaard dat een pre-Cloviscultuur ergens tussen 14.000 en 12.000 BP de Amerika's via een Pacifische kustroute heeft gekoloniseerd. 
Een deel van het bewijsmateriaal dat de kusttheorie ondersteunt komt uit de zuidelijkste delen van Zuid-Amerika. Veel onderzoekers zijn het er inmiddels over eens dat een kolonisatie van Vuurland tussen 11.000 en 10.500 BP niet voldoende tijd biedt voor een migratie over het midden van het continent. Een soortgelijk argument wordt gebruikt over Monte Verde, dat mogelijk de bekendste en meest geaccepteerde vindplaats is, en ongeveer 1000 jaar ouder is dan Clovis.
Hoewel de ontdekking van de vindplaats en de opgravingen niet recent waren, is Cueva Fell representatief voor de kolonisatie van het zuiden van Zuid-Amerika. De vroegste bewoning op Cueva Fell, tussen 11.000 +-170 en 10.080 +-160 BP, is ongeveer gelijktijdig met Clovis. Andere vindplaatsen uit het Laat-Pleistoceen in Argentinië, zoals Cerro Tres Tetas, Cueva Casa del Minero en Piedra Museo, dateren ook uit dezelfde tijd als Clovis en de vroege bewoning van Cueva Fell. 

### Lithische technologie
De algemene tendens om de voorgeschiedenis van Zuid-Amerika met die van Noord-Amerika te vergelijken, raakt steeds meer achterhaald, met name als het gaat om vroege technologische aanpassingen. Men geloofde lange tijd dat de vroege gecanneleerde punten van Zuid-Amerika een verspreiding van de gecanneleerde Clovis-punten van Noord-Amerika vertegenwoordigden. Tot de gecanneleerde punten in Zuid-Amerika behoren onder meer de visstaartpunt die voorkomt bij Cueva Fell en veel andere regio's, de El Jobo-punt (Venezuela) en de Paijan-punt (Peru en Ecuador), die alle dateren uit de tijd van Clovis. 
De gecanneleerde varianten van Zuid-Amerika vertegenwoordigen regionale aanpassingen aan de jacht op megafauna uit het Pleistoceen, die contrasteren met het gebruik van Clovis-punten in Noord-Amerika. Dergelijke regionale technologische aanpassingen lijken de aanvankelijke verspreiding van kleine groepen over het uitgestrekte continent te weerspiegelen. De visstaartpunten van Cueva Fell vormen daarom cruciaal bewijs voor het onderscheid tussen de gereedschapstechnologieën van Noord- en Zuid-Amerika.

### Ontdekking van sites in Vuurland-Patagonië
Ten slotte verdient Cueva Fell erkenning omdat het mogelijk de vroegste bewoning van Vuurland-Patagonië vertegenwoordigde, rond 11.000 BP. Deze zuidelijke regio van Zuid-Amerika staat symbool voor het eindpunt van de kolonisatie van de Nieuwe Wereld.
De vroege bewoners van Vuurland-Patagonië duiden op een schaarse bevolking verspreid over grote gebieden, en de kans op ontdekking van vindplaatsen in deze regio is laag. De geringe kans op het ontdekken van vindplaatsen in deze regio wordt nog eens vergroot door de diep begraven contexten die verband houden met een dergelijke vroege bewoning en de daaropvolgende toename van diverse verstoringsprocessen die de archeologische integriteit bedreigen. Veel van deze vindplaatsen, waaronder Cueva Fell, zijn rotsschuilplaatsen die duizenden jaren lang door carnivoren als holen zijn gebruikt, waardoor niet alleen de archeologische afzettingen werden verstoord, maar ook de herkenning van archeologische sites wordt bemoeilijkt. De lage bevolkingsdichtheid in combinatie met deze andere factoren maakt Junius Birds ontdekking van Cueva Fell in 1936 op zichzelf al opmerkelijk.